# آني باريس
آني باريس (بالإنجليزية: Annie Parisse)‏ (و. 1975  م) هي ممثلة تلفزيونية، وممثلة أفلام، وممثلة مسرحية ، ولدت في أنكوريج، بدأت مشوارها المهني سنة 1999.

## التعليم
تعلمت في جامعة فوردهام
.

## وصلات خارجية
- آني باريس على موقع IMDb (الإنجليزية)
- آني باريس على موقع ألو سيني (الفرنسية)
- آني باريس على موقع أول موفي (الإنجليزية)
- آني باريس على موقع قاعدة بيانات برودواي على الإنترنت (الإنجليزية)
- آني باريس على موقع قاعدة بيانات الأفلام السويدية (السويدية)
- آني باريس على موقع قاعدة بيانات الفيلم (الإنجليزية)
- آني باريس على موقع كينوبويسك (الروسية)